# BT-12二年級生教練機
BT-12二年級生（英語：Sophomore)(Model 23)是Fleetwings為美國陸軍航空軍製造的 全金屬基礎教練機。在合約被取消之前，該型號僅生產了24架。

## 發展
隨著第二次世界大戰的爆發，美國陸軍航空兵團（後來的美國陸軍航空軍）極度需要教練機的投入。為了獲得盡可能多的教練機，陸軍航空軍與不銹鋼板製造商Fleetwings簽訂合同，生產一架基礎教練機。1939年訂購了型號為XBT-12的Model 23原型機。
XBT-12是一款全金屬低翼懸臂單翼飛機，配備固定尾輪起落架 這架飛機有兩個相同的串聯駕駛艙，供教練和學生使用，並由頂篷覆蓋。它是第一架主要由焊接不銹鋼製成的軍用飛機。
在1939年底開始對XBT-12進行評估後，Fleetwings於1941年向萊特機場交付第一架飛機，陸軍共下達了176架量產型飛機的訂單，編號為BT-12。在合約取消之前，Fleetwings僅交付了24架，其中1架於1942年，剩餘23架則在1943年交付，剩下的訂單則由BT-13教練機取代。

## 型號
XBT-12
陸軍給予原型機Model 23的編號，共1架
BT-12
陸軍給予量產版Model 23的編號,共建造24架，並取消152架的訂單